# Mini-Neptun
Ein Mini-Neptun – im Gegensatz zum Gasriesen auch Gaszwerg genannt – ist ein extrasolarer Planet kleiner als Uranus und Neptun mit bis zu zehn Erdmassen. Solche Planeten haben dichte Wasserstoff-Helium-Atmosphären, möglicherweise mit tiefen Schichten aus Eis, Felsen, oder flüssigen Ozeanen aus Wasser, Ammoniak, einer Mischung aus beidem, oder schwereren flüchtigen Stoffen. Mini-Neptune besitzen kleine Kerne aus flüchtigen Stoffen mit geringer Dichte. Theoretische Studien über solche Planeten basieren lose auf dem Wissen über Uranus und Neptun. Ohne ihre dichte Atmosphäre würden sie als Ozeanplaneten klassifiziert werden. Die Trennungslinie zwischen einem Gesteinsplaneten und einem Gasplaneten liegt schätzungsweise bei etwa zwei Erdradien.
Tatsächlich haben empirische Beobachtungen ergeben, dass Planeten mit einem größeren Radius als 1,6 Erdradien (massereicher als etwa 6 Erdmassen) erhebliche Anteile an flüchtigen Bestandteilen oder Wasserstoff-/Heliumgas enthalten und solche Planeten offensichtlich eine vielfältige Zusammensetzung aufweisen, die nicht einfach durch die Masse-Radius-Beziehung wie bei Gesteinsplaneten erklärt werden kann. Andere Studien kamen zu gleichen Ergebnissen. Die Massenuntergrenze für Mini-Neptune kann für verschiedene Planeten stark voneinander abweichen, abhängig von ihrer Zusammensetzung, von nur einer bis zu zwanzig Erdmassen.
Verschiedene entdeckte Exoplaneten sind möglicherweise Mini-Neptune, basierend auf ihren bekannten Massen und Dichten. So hat beispielsweise Kepler-11f eine Masse von 2,3 Erdmassen, doch ist seine Dichte die gleiche wie die von Saturn, was nahelegt, dass er ein Mini-Neptun mit einem flüssigen Ozean ist, eingehüllt in eine dicke Wasserstoff-Helium-Atmosphäre und nur mit einem kleinen felsigen Kern. Der noch kleinere Planet Kepler-138d mit nur rund einer Erdmasse ist wegen seines relativ großen Durchmessers (~ 20500 km) und der damit verbundenen geringen Dichte möglicherweise ebenfalls ein Gasplanet. Solche Planeten umkreisen ihre Muttersterne allerdings nicht auf zu engen Bahnen, denn ansonsten würden ihre dicken Atmosphären von der Hitze verdunsten oder vom Sternwind weggeblasen. So haben die inneren Planeten im System Kepler-11 eine höhere Dichte als die weiter vom Stern entfernten.